# Kukuszkino (obwód kurgański)
Kukuszkino (ros. Кукушкино) – wieś (dieriewnia) w Rosji, w obwodzie kurgańskim, w rejonie lebiażjewskim. W 2010 liczyła 125 mieszkańców.